# Angelo Guerreiro
Angelo Chaves Guerreiro (Presidente Bernardes, 3 de dezembro de 1968) é um empresário e político brasileiro. Foi prefeito de Três Lagoas.

## Biografia

### Vida pessoal
Filho de agricultores, veio para Mato Grosso do Sul na década de 1980. Em Três Lagoas, tornou-se empresário, além de fazer trabalhos sociais na comunidade local.

### Carreira política
Em 2004, foi eleito vereador, sendo reeleito em 2008. Candidatou-se a deputado estadual em 2006 e 2010, mas não se elegeu. Concorreu à prefeitura em 2012, mas não foi eleito.
Elegeu-se deputado estadual em 2014. Dois anos depois, disputou novamente a prefeitura de Três Lagoas e foi eleito com 59,11% dos votos válidos.
Em janeiro de 2019, uma publicação nas redes sociais denunciava que o então prefeito eleito almoçou em um hotel de luxo da cidade com indicados a secretarias e teria afirmado que todos deveriam seguir sua “cartilha” para trabalhar em sua administração. Em vídeo, Guerreiro negou as acusações.

### Denúncias e processos judiciais
Em março de 2019, o Ministério Público do Estado de Mato Grosso do Sul enviou 22 denúncias contra Guerreiro à Câmara Municipal, por diversas irregularidades.
Já em maio, foi condenado a devolver R$ 118 mil aos cofres públicos por mau uso da cota parlamentar enquanto era vereador. Duas delas foram arquivadas no mês seguinte.